# Wolfsheim
Wolfsheim war eine deutsche Band aus Hamburg. Sie bestand seit 1987 aus Markus Reinhardt (Musik) und Peter Heppner (Texte und Gesang). Ihre Musik bedient sich Elementen des Synthiepops der 1980er Jahre. Sie wurde anfangs auch als Wave Pop oder als Dark Wave klassifiziert. Ihre bekanntesten Lieder sind The Sparrows and the Nightingales von 1991, Once in a Lifetime von 1998 und Kein Zurück von 2003.

## Bandgeschichte

### Gründung und Namensgebung (1987)
Wolfsheim gründete sich 1987 aus den Bandmitgliedern Markus Reinhardt und Pompejo Ricciardi. Der Bandname entstand nicht nach der gleichnamigen Gemeinde in Rheinland-Pfalz, sondern bezieht sich auf eine Figur in F. Scott Fitzgeralds Roman Der große Gatsby und „vereint heimisch Vertrautes mit der Faszination stiller Sehnsucht nach der unbekannten, wilden Schönheit einer noch unberührten fremdartigen Welt“. Zwischenzeitlich bestand die Band kurz nach der Gründung als Trio, weil Markus’ Bruder Oliver Reinhardt zu dem Duo hinzustieß. Nach etwa drei Monaten und nur einer aufgenommenen Demoaufnahme verließ der Sänger Pompejo die Band. Er selbst schlug Peter Heppner als seinen Nachfolger vor, der seinerseits ein ziemlicher Fan der ersten Kompositionen war und der die Band deshalb bereits gut kannte, weil sie alle im Hamburger Stadtteil Wilhelmsburg aufgewachsen waren und zu einem Freundeskreis gehörten. Markus und Peter gingen auch auf das gleiche Gymnasium, lernten einander aber erst im gemeinsamen Kunstkurs richtig kennen. Was beide verband, war die Bewunderung für Bands wie Bauhaus und Kraftwerk. Kurz nach Peters Einstieg verließ Oliver Reinhardt wieder die Band, und so entstand das langjährig bestehende Wolfsheim-Duo aus Peter Heppner und Markus Reinhardt. Anfangs wurden noch die alten Texte des ehemaligen Sängers Pompejo benutzt, was sich aber bald änderte. Heppner, der vorher bereits im Kirchen- und Schulchor gesungen hatte und eigentlich Maler oder Schriftsteller werden wollte, schrieb nun die Texte zu den von Markus stammenden Kompositionen. Am 28. Oktober 1987 gaben Wolfsheim ihr erstes Konzert in der Hamburger Werkstatt 3.

### Die ersten Demoaufnahmen und Entdeckung (1987–1991)
1987 erschien mit der Wolfsheim-Demo die erste Veröffentlichung des Projektes. Diese besteht aus sieben Titeln und entstand durch die Erstbesetzung Markus Reinhardt sowie Pompejo Ricciardi, die die Demo als Eigenproduktion aufgenommen hatten. Zur Unterstützung wirkte der namhafte Musiker und Schauspieler Torsten Hammann an der Produktion mit. Peter Heppner war noch nicht Teil der Band, zeichnete aber schon das Coverbild. Nach der Demoveröffentlichung stieg kurzfristig Oliver Reinhardt zur Band, der wiederum noch im gleichen Jahr mit Pompejo Ricciardi das Projekt verließ.
1988 erschien mit Ken Manage das zweite Demoalbum von Wolfsheim, das von der endgültigen Besetzung Heppner und Markus Reinhardt aufgenommen wurde. Musik, Text und Produktion der acht Titel stammten von Heppner und Reinhardt. Ein Jahr später folgte die dritte Demoaufnahme Any But Pretty. Diese entstand ebenfalls als Eigenproduktion und enthielt wie sein Vorgänger acht Titel. Mit diesen zwei Tapes bewarben sie sich bei verschiedenen Plattenfirmen, wobei man allerdings ausschließlich Absagen erntete. Erst Lothar Gärtner (Geschäftsführer des Musiklabels Strange Ways Records) wurde nach dem Hören einiger Stücke auf die beiden aufmerksam. So erschien 1991 dann die Debütmaxisingle The Sparrows and the Nightingales bei Strange Ways, dem Musiklabel, dem Wolfsheim bis heute treu geblieben sind. The Sparrows and the Nightingales entwickelte sich zu einem großen europaweiten Clubhit. Während dieser Zeit nahmen die beiden auch eine deutschsprachige Coverversion von Enyas Lied Boadicea mit dem Titel Über grüne Wiesen auf. Das Stück entstand 1990 in Zusammenarbeit mit Carlos Perón, wurde aber seinerzeit auf keinem offiziellen Album oder Demotape des Duos veröffentlicht. Durch die späteren Konflikte wurde der Titel zunächst nach der Auflösung Wolfsheims weiterhin nicht veröffentlicht, erst 2014 wurde das Stück erstmals auf dem Sampler  Der Eisenberg Sampler – Vol. 4 offiziell herausgebracht.

### DebütalbumNo Happy Viewund erste Tournee (1992)

It’s Not Too Late (Don’t Sorrow) Cover

Am 14. Februar 1992 erschien vorab die zweite Singleauskopplung It’s Not Too Late (Don’t Sorrow) aus dem Debütalbum. Nach etwa zwei- bis dreijähriger Arbeit wurde am 15. Mai 1992 die Debüt-LP No Happy View mit insgesamt elf Titeln veröffentlicht. Das Album wurde innerhalb von zwei Studiowochen eingespielt, die Kompositionen stammen von Heppner und Reinhardt, produziert wurde die Platte von dem Produzententeam 909, bestehend aus Carlos Perón, José Alvarez-Brill und Gento Navaho. Bis Ende 2001 wurden ungefähr 65.000 Exemplare des Albums verkauft. Viele Printmedien wählten Wolfsheim nach der Veröffentlichung des Albums zu den Newcomern des Jahres. Bereits fünf Monate nach der Albumveröffentlichung erschien am 9. Oktober 1992 die EP Thunderheart mit zwei neuen Kompositionen und einem Remix eines alten Songs.
Nach der Veröffentlichung von No Happy View waren Wolfsheim, zusammen mit The Invincible Spirit, Eternal Afflict, Catastrophe Ballet und Umbra Et Imago, Bestandteil der Zillo Festival Tour im Dezember des gleichen Jahres.

### Zweites StudioalbumPopkillerund der Durchbruch (1993–1995)
Nach der kurzen Zillo Festival Tour 1992 Ende 1992 gingen Wolfsheim Anfang 1993 nochmals auf eine kleine Tournee. Die Tour hieß Strange Ways Festival Tour 1993 und führte sie vom 11. Februar bis zum 16. Februar 1993 durch fünf deutsche Städte. Danach zogen sich die beiden ein halbes Jahr zurück, um an neuen Liedern zu arbeiten. Am 30. August 1993 erschien vorab die Maxisingle Now I Fall. Einen Monat später erschien das zugehörige zweite Studioalbum Popkiller. Die Kompositionen stammen wieder von Heppner und Reinhardt. Die Produktion übernahm Carlos Perón, zusammen mit Heppner und Reinhardt und bei zwei Stücken wieder zusammen mit José Alvarez-Brill und Gento Navaho. Das Album beinhaltet zwölf neue Wolfsheim-Songs.
Am 22. April 1994 erschien die „Non-Album-Single“ Elias (Drumless Mix). Hierbei handelt es sich um eine Remixversion des Liedes Elias, welches bereits auf der Demo Any but Pretty zu finden war. Die Remixversion ist auf dem ein Jahr später veröffentlichten Best-of-Album der Band zu finden. Um das Album Popkiller weiter zu promoten, folgte im Mai 1994 die dritte Tournee des Duos. Diese Tour fand unter dem Namen Strange Ways Festival Tour 1994 statt und führte vom 9. Mai bis 14. Mai 1994 durch sechs deutsche Städte.
Am 20. Februar 1995 erschien das bis heute einzige Best-of-Album der Band namens 55578. Es beinhaltet Songs aus den ersten beiden Studioalben, den beiden Demotapes und drei Neuaufnahmen. Die ersten 55.578 Exemplare des Albums beinhalteten ebenfalls die EP Bruder Kosmonaut, eine schon früher produzierte, aber unveröffentlichte EP. Carlos Perón war wieder als Produzent tätig. Mit diesem Album gelang Wolfsheim der endgültige Durchbruch, erstmals konnten sich das Duo in den deutschen Album Top 100 platzieren. Am 20. November 1995 erschien vorab die Single Closer Still aus dem 1996 erscheinenden dritten Studioalbum.

### Drittes StudioalbumDreaming Apesund das erste Livealbum (1996–1997)
Am 16. Februar 1996 erschien, nach rund zweieinhalb Jahren, das dritte Studioalbum Dreaming Apes. Das Album wurde innerhalb von drei Monaten produziert. Als Produzent fungierte José Alvarez-Brill, der zuvor schon einige Titel für Wolfsheim produziert hatte. Am 19. April 1996 erschien mit A New ✩system Has Been Explored die zweite Singleauskopplung des Albums. Sie entstand in Kooperation mit der deutschen Sängerin Heike Nebel und war damit Wolfsheims erste veröffentlichte Zusammenarbeit mit einem anderen Künstler. Im Mai folgte die vierte Tournee der beiden. Die Tour fand unter dem Namen Dreaming Apes Tour 1996 statt, führte Wolfsheim vom 16. bis 26. Mai 1994 durch neun deutsche Städte und war die erste Solotournee der Band. Am 3. September 1996 gaben Wolfsheim im Rahmen der Grenzwellen ein Konzert im Pavillon in Hannover. Das Konzert wurde über Radio ffn in Rundfunk und über H1 im Regionalfernsehen übertragen.
Am 20. Oktober 1997 erschien das bislang einzige Livealbum des Hamburger Duos, mit dem Titel Hamburg Rom Wolfsheim. Der über siebzigminütige Longplayer enthält Aufnahmen der Dreaming Apes Tour aus Halle, Hildesheim, Hamburg, Potsdam, Bremen und Dortmund. Im selben Jahr war auch die Veröffentlichung einer EP mit dem Titel E geplant, daraus wurde aber aufgrund einer Erkrankung Heppners nichts. Zwei Jahre später erschien ein Instrumental mit dem Titel E auf dem darauffolgenden Studioalbum.

### Viertes StudioalbumSpectatorsund Etablierung (1998–1999)
Um die Zeit auf das bevorstehende vierte Studioalbum zu verkürzen, veröffentlichten Wolfsheim zwei Vorabsingles des Albums. Am 16. Oktober 1998 wurde Once in a Lifetime herausgebracht. Hiermit gelang den beiden die erste Platzierung in den deutschen Media-Control-Single-Charts. Am 30. November folge die Auskopplung It’s Hurting for the First Time, auch diese Single erreichte sofort nach der Veröffentlichung die Charts. It’s Hurting for the First Time diente als Soundtrack des Kinofilms Liebe deine nächste! von Detlev Buck. Detlev Buck führte auch Regie bei dem Musikvideo. Um im Vorfeld das Album zu promoten, gingen Wolfsheim im Oktober 1998 auf die fünfte Tournee. Die Tour fand unter dem Namen Spectators Tour 1998/99 statt und führte Wolfsheim vom 23. Oktober bis 10. März 1999 durch 17 deutsche Städte.

Sleep Somehow Cover

Am 29. Januar 1999 erschien nach drei Jahren das vierte Studioalbum Spectators. Wie bei Dreaming Apes stammen die Kompositionen von Heppner und Reinhardt; produziert wurde die LP von Wolfsheim und José Alvarez-Brill. Die LP besteht aus elf neuen Songs, eine Deluxe-Edition des Albums beinhaltet zusätzlich noch die Maxisingle Künstliche Welten. Das Album wurde noch im selben Jahr europaweit veröffentlicht. In Deutschland konnte auf Anhieb Position drei der Albumcharts erreicht werden, in der dritten Chartwoche sogar Position zwei, man musste sich nur Chers Album Believe geschlagen geben. Erstmals konnte sich ein Wolfsheim-Tonträger in den Charts außerhalb Deutschlands platzieren. Spectators erreichte Platz 41 der Schweizer Hitparade. Bis heute ist Spectators mit über 250.000 verkauften Exemplaren der meistverkaufte Tonträger Wolfsheims, wofür sie 2004 mit einer goldenen Schallplatte in Deutschland ausgezeichnet wurden. Am 26. März 1999 fand die dritte Singleauskopplung von Künstliche Welten statt, auch diese Single platzierte sich wieder in den Charts. Im Mai dieses Jahres spielte das Duo erstmals auf den Festivals Rock am Ring und Rock im Park. Am 26. Juli 1999 wurde eine Vinylausgabe von Sleep Somehow (Extended Mix) für Sammler herausgebracht. Im August 1999 traten sie das erste Mal bei einem Konzert außerhalb Deutschlands auf, sie waren Teil des belgischen Eurorock Open Airs. In München spielten sie als Vorgruppe bei einem Konzert der US-amerikanischen Band R.E.M.

### Zeitüberbrückung zum nächsten Album (2000–2002)
2000 pausierten Wolfsheim fast das komplette Jahr. Es wurden keine Tonträger veröffentlicht und es fanden keine Studioaufnahmen statt. Sie spielten nur zwei Festivalkonzerte: am 9. Juni 2000 beim Wave-Gotik-Treffen in Leipzig und beim Doomsday Festival in Dresden am 19. August 2000. Daneben erschien erstmals ein Kalender mit den schönsten Fotoimpressionen der beiden.
Erst im September 2001 traten sie wieder an die Öffentlichkeit. Am 4. September 2001 erschien eine Neuauflage des Liedes Grey in Grey mit der deutschen Dark-Wave-Band Girls Under Glass. Das Original stammt aus dem Jahr 1992 von Girls Under Glass und Peter Heppner, die neue Version wurde für das neue Girls Under Glass Album Frozen mit Heppner und Reinhardt aufgenommen. Im September 2001 spielten die beiden auf drei deutschen Festivals: M’era Luna Festival, Weißenfelser Schlossfest und dem Woodstage Summer Open Air. Am 29. Oktober erschien das erste und bis heute einzige Boxset der Band. Es handelte sich um die Box Spectators Trilogie. Sie beinhaltet eine Art Best-of des letzten Albums und besteht aus dem Album Spectators und den Maxisingles Once in a Lifetime und Künstliche Welten. Nach der Veröffentlichung von Spectators in den Vereinigten Staaten war für den Oktober 2001 eine Tournee durch die Vereinigten Staaten geplant, diese musste aber wegen der Terroranschläge am 11. September 2001 abgesagt werden.
Am 16. April 2002 erschien mit Kompendium das einzige Videoalbum Wolfsheims. Das Videoalbum beinhaltet einen Konzertmitschnitt, bestehend aus 24 Titeln. Die Aufnahmen entstanden während des zweiten Teils der Spectators Tour 1998/99. Der Konzertmitschnitt fand am 6. März 1999 beim Konzert im Alten Schlachthof in Dresden statt. Des Weiteren enthält die DVD sieben Musikvideos und Specials wie z. B. eine Slideshow und ein Interview. Für Ende 2002 wurde das neue Album Close Enough angekündigt, doch Heppner und Reinhardt verschoben den Veröffentlichungstermin auf 2003.

### Fünftes StudioalbumCasting Shadowsund Karrierehöhepunkt (2003)

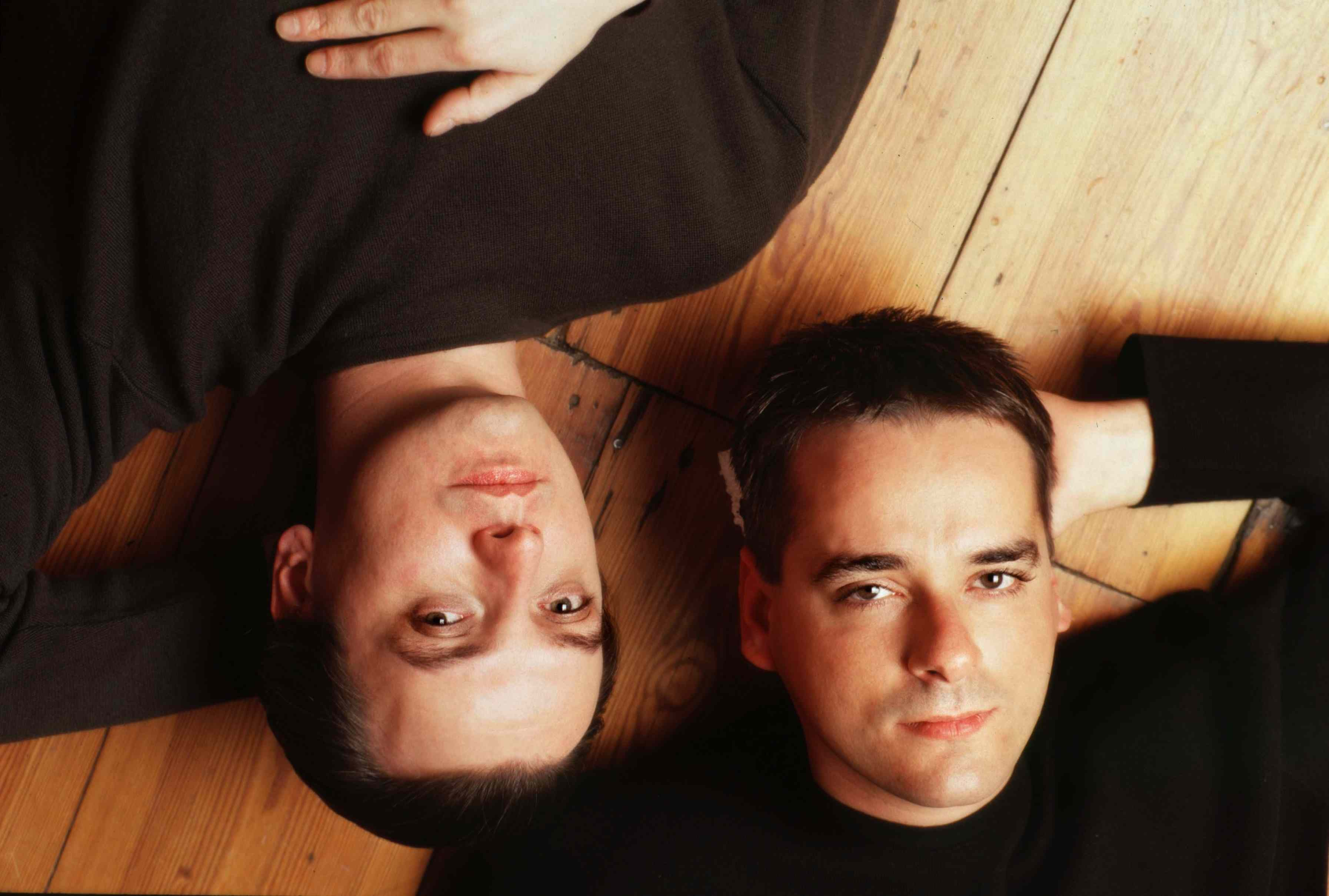
Wolfsheim (Heppner und Reinhardt) (2003)

Am 17. Februar 2003 erschien die Vorabsingle Kein Zurück. Mit ihr feierten Wolfsheim den größten Singleerfolg ihrer Karriere in Deutschland. Sie wurde zum einzigen Top-10-Hit und wurde für über 150.000 verkauften Einheiten mit einer Goldenen Schallplatte ausgezeichnet. Beim dazugehörigen Musikvideo führte erneut Detlev Buck Regie. Der Erfolg der Single war so groß, dass sie sich auf Position 18 der Jahrescharts von 2003 platzieren konnte. Für einen Zeitraum von elf Wochen war Kein Zurück das erfolgreichste deutschsprachige Lied in den deutschen Singlecharts. Vom 6. bis 22. März folgte zu Promotionzwecken eine Deutschlandtournee mit dem Titel Casting Shadows Tour 2003, welche die beiden elf Mal nach Deutschland und je ein Mal nach Österreich und in die Schweiz führte. Am 7. April 2003 folgte nach vier Jahren das letzte Studioalbum Casting Shadows, welches ursprünglich Close Enough heißen sollte. Das Album stieg direkt auf Platz 1 der deutschen Albumcharts ein. Es konnte zum zweiten Mal ein Album in der Schweizer Hitparade platziert werden und erstmals gelang ein Einstieg in die österreichischen Albumcharts. Somit konnte sich das Album in allen D-A-CH Ländern platzieren. Darüber hinaus konnte sich das Album auf Position 21 der Albumjahrescharts in Deutschland platzieren. 2004 wurde das Album für 200.000 verkaufte Einheiten mit Platin ausgezeichnet. Dies ist die einzige Platinschallplatte ihrer Karriere. Produziert wurde das Album von José Alvarez-Brill, Axel Breitung und Andreas Herbig. Am 3. November wurde die zweite Single aus dem Album veröffentlicht. Dabei handelt es sich um eine Doppel-A-Seite namens Find You’re Here / Find You’re Gone. Die Single konnte sich sofort in den deutschen Singlecharts platzieren. Erstmals gelang es mit dieser Single eine Platzierung außerhalb Deutschlands zu erreichen. Find You’re Here/Find You’re Gone konnte sich auf Platz 73 der österreichischen Hitparade platzieren.

### Letzte Erfolge und Bandauflösung (2004–2006)
Am 1. März 2004 veröffentlichten Heppner und Reinhardt ihre letzte Maxisingle, eine Neuauflage des Liedes Blind, welches bereits 1999 auf dem Album Spectators veröffentlicht worden war. Es handelt sich dabei um den Soundtrack zum Film Erbsen auf halb 6. Die Single konnte sich auf Anhieb in den deutschen Singlecharts platzieren. Am 6. März 2004 traten Wolfsheim mit der Single Blind beim Echo auf und wurden in derselben Nacht mit einem Echo in der Kategorie Künstler/Künstlerin/Gruppe National Rock/Metal/Alternative ausgezeichnet, wo sie sich gegen Die Happy, Guano Apes, In Extremo und Wir sind Helden durchsetzen konnten. Zwei Wochen nach der Echoverleihung gingen Wolfsheim auf die bereits 2001 geplante US-Tournee, wo sie vom 21. März 2004 bis 5. April 2004 insgesamt zehn Konzerte spielten. Dies war zugleich die letzte Tournee von Wolfsheim.
Das letzte offizielle Konzert gaben die beiden am 31. Juli 2005 auf der Bolkoburg im polnischen Bolków, im Zuge des Castle Party Festival. Der letzte gemeinsame Auftritt erfolgte am 2. Oktober 2005, im Rahmen des Festkonzerts zum Tag der deutschen Einheit in Potsdam. Hier präsentierte das Duo Orchesterversionen zu Wundervoll und Kein Zurück. Heppner trat zudem mit Paul van Dyk und wir sind wir auf. 2005 erteilten Wolfsheim noch die Freigabe für DJ Baby Anne, der eine Coverversion von Once in a Lifetime veröffentlichte. Danach zog sich Reinhardt für einige Zeit aus dem Musikgeschäft zurück. Er komponierte einige Stücke, die er jedoch nicht mit Wolfsheim umsetzen wollte. Im Dezember 2005 unterzeichnete Heppner einen Solovertrag bei dem Musiklabel Warner Music Group.

### Streitigkeiten (seit 2007)
Seit Anfang 2007 versuchte Reinhardt, seinen langjährigen Bandkollegen Heppner aus dem gemeinsamen Bandprojekt Wolfsheim auszuschließen, und klagte zu diesem Zweck vor dem Landgericht Hamburg. Die Klage wurde jedoch abgewiesen, ebenso die Revision vor dem zuständigen Oberlandesgericht. Heppner betonte wiederholt in Interviews, dass er trotz seiner Solokarriere auch weiterhin sehr an einer Fortführung von Wolfsheim interessiert sei. 2009 erwirkte Reinhardt eine einstweilige Verfügung gegen Heppner, da dieser „das gemeinsame Projekt Wolfsheim aufgrund seiner Soloaktivitäten“ vernachlässige. Reinhardt wollte damit vor allem erwirken, dass er unter dem bekannten Namen – mit oder ohne Heppner – weiter arbeiten könne. Laut einer Pressemitteilung von Reinhardts Rechtsanwalt hat das zuständige Landgericht Hamburg Heppner untersagt, öffentlich zu verbreiten, dass Reinhardt seit vier Jahren im Urlaub oder nach Griechenland ausgewandert sei und „dort sicher ziemlich gut“ lebe. Des Weiteren dürfe Heppner per einstweiliger Verfügung nicht mehr behaupten, dass Reinhardt ihm gesagt habe, dass der Sänger auf eigene Faust ein neues Wolfsheim-Album aufnehmen solle.

## Stil
Die erste Single Wolfheims The Sparrows and the Nightingales wurde als „edelster Synthiepop mit einem Schuss Melancholie“ ein großer Hit in der Dark-Wave-Szene der frühen 1990er Jahre. In der Folge des Erfolges galt Wolfsheim als konstanter Repräsentant des Electro Wave und Synthiepop in der Schwarzen Szene. Mit ihrer Stilvermengung von „Dark Wave und Synthiepop“ habe „Wolfsheim in den 1990ern den deutschen Underground mit ihrer unnachahmlichen Melange […] nachhaltig geprägt.“ Über den Zeitraum ihrer Aktivität entwickelte sich der Musikstil des Duos, dabei wurde die Basis bereits auf No Happy View gelegt. Die Mischung aus „traurige[n] und doch gleichzeitig eingängige[n] Melodien, deren Texte bei genauer Betrachtung von Optimismus zeugen“ durchzieht das Gesamtwerk. Auf dem Album Popkiller gelang es Wolfsheim „mehr klassische Einflüsse zu integrieren.“ Auf Dreaming Apes arbeiteten Heppner und Reinhardt neu mit instrumentalen Überleitungen die dem Album einen tieferen Zusammenhang gab. Nachdem das Duo mit „elektronischem Independent-Pop als Vertreter des Dark Wave“ populär wurde variierte es in den 2000er-Jahren ihren Stil in Form einer „Akzentverschiebung durch eine zunehmende Betonung des Popcharakters; eingängige, melodiös-melancholische Stücke mit vornehmlich englischsprachigen Texten“. Mit Spectators nahm das Duo etwas Abstand von ihrem bisherigen Stil und experimentierte mit zu diesem Zeitpunkt angesagten Stilelementen aus der elektronischen Musik. Casting Shadows galt dann als ein musikalisches „Zugeständnis an den Mainstream-Pop“.

## Mitglieder

### Zeitleiste: Bandmitglieder
| Mitglied | Mitglied                     | 1987 | 1987 | 1988 | 1989 | 1990 | 1991 | 1992 | 1993 | 1994 | 1995 | 1996 | 1997 | 1998 | 1999 | 2000 | 2001 | 2002 | 2003 | 2004 | 2005 | 2006 |
| -------- | ---------------------------- | ---- | ---- | ---- | ---- | ---- | ---- | ---- | ---- | ---- | ---- | ---- | ---- | ---- | ---- | ---- | ---- | ---- | ---- | ---- | ---- | ---- |
|          | Markus Reinhardt (1987–2005) |      |      |      |      |      |      |      |      |      |      |      |      |      |      |      |      |      |      |      |      |      |
|          | Pompejo Ricciardi (1987)     |      |      |      |      |      |      |      |      |      |      |      |      |      |      |      |      |      |      |      |      |      |
|          | Oliver Reinhardt (1987)      |      |      |      |      |      |      |      |      |      |      |      |      |      |      |      |      |      |      |      |      |      |
|          | Peter Heppner (1987–2005)    |      |      |      |      |      |      |      |      |      |      |      |      |      |      |      |      |      |      |      |      |      |

### Nebenprojekte
Peter Heppner
Heppner startete 2008 mit der Veröffentlichung seines Debütalbums solo seine Solo-Karriere. Selbst während seiner Zeit mit Wolfsheim zwischen 1987 und 2004 war Peter Heppner in zahlreichen anderen Musikprojekten involviert, darunter als Gastmusiker oder in Zusammenarbeit mit Girls Under Glass, Umbra et Imago, Joachim Witt und Schiller.
Markus Reinhardt
Reinhardt widmete sich in der Zeit nach Wolfsheim anderen Bandprojekten wie z. B. seit 2010 Comfortable Cave Goodbye. Selbst während seiner Zeit mit Wolfsheim zwischen 1987 und 2004 war Markus Reinhardt in zahlreichen anderen Musikprojekten involviert, darunter Nefkom, Neustart und Care Company.

## Tourneen
Hauptact
- 1996: Dreaming Apes Tour
- 1999: Spectators Tour
- 2003: Casting Shadows Tour
- 2004: Wolfsheim US Tour

Konzertreihen oder Vorprogramm
- 1992: Zillo Festival Tour 1992
- 1993: Strange Ways Festival Tour 1993
- 1994: Strange Ways Festival Tour 1994

## Diskografie
Studioalben

| Jahr | Titel Musiklabel                                                   | Höchstplatzierung, Gesamtwochen, AuszeichnungChartplatzierungen (Jahr, Titel, Musiklabel, Platzierungen, Wochen, Auszeichnungen, Anmerkungen) | Höchstplatzierung, Gesamtwochen, AuszeichnungChartplatzierungen (Jahr, Titel, Musiklabel, Platzierungen, Wochen, Auszeichnungen, Anmerkungen) | Höchstplatzierung, Gesamtwochen, AuszeichnungChartplatzierungen (Jahr, Titel, Musiklabel, Platzierungen, Wochen, Auszeichnungen, Anmerkungen) | Anmerkungen                                               |
| Jahr | Titel Musiklabel                                                   | DE | AT | CH | Anmerkungen                                               |
| ---- | ------------------------------------------------------------------ | --- | --- | --- | --------------------------------------------------------- |
| 1992 | No Happy View Strange Ways Records (EFA)                           | — | — | — | Erstveröffentlichung: 15. Mai 1992 Verkäufe: + 65.000     |
| 1993 | Popkiller Strange Ways Records (Indigo)                            | — | — | — | Erstveröffentlichung: 1. Oktober 1993                     |
| 1996 | Dreaming Apes Strange Ways Records (Indigo)                        | DE91 (3 Wo.)DE | — | — | Erstveröffentlichung: 16. Februar 1996                    |
| 1999 | Spectators Metropolis Records • Strange Ways Records (Indigo)      | DE2 Gold · (25 Wo.)DE | — | CH41 (1 Wo.)CH | Erstveröffentlichung: 29. Januar 1999 Verkäufe: + 250.000 |
| 2003 | Casting Shadows Metropolis Records • Strange Ways Records (Indigo) | DE1 Platin · (38 Wo.)DE | AT38 (10 Wo.)AT | CH56 (4 Wo.)CH | Erstveröffentlichung: 7. April 2003 Verkäufe: + 200.000   |

## Auszeichnungen
- Echo Pop
  - 2004: in der Kategorie Künstler/Künstlerin/Gruppe National Rock/Metal/Alternative (Casting Shadows)[24]